# Otto Daiker
Otto Daiker (Boll, 17 september 1911 - 13 juni 1968) was een Duits motorcoureur. 

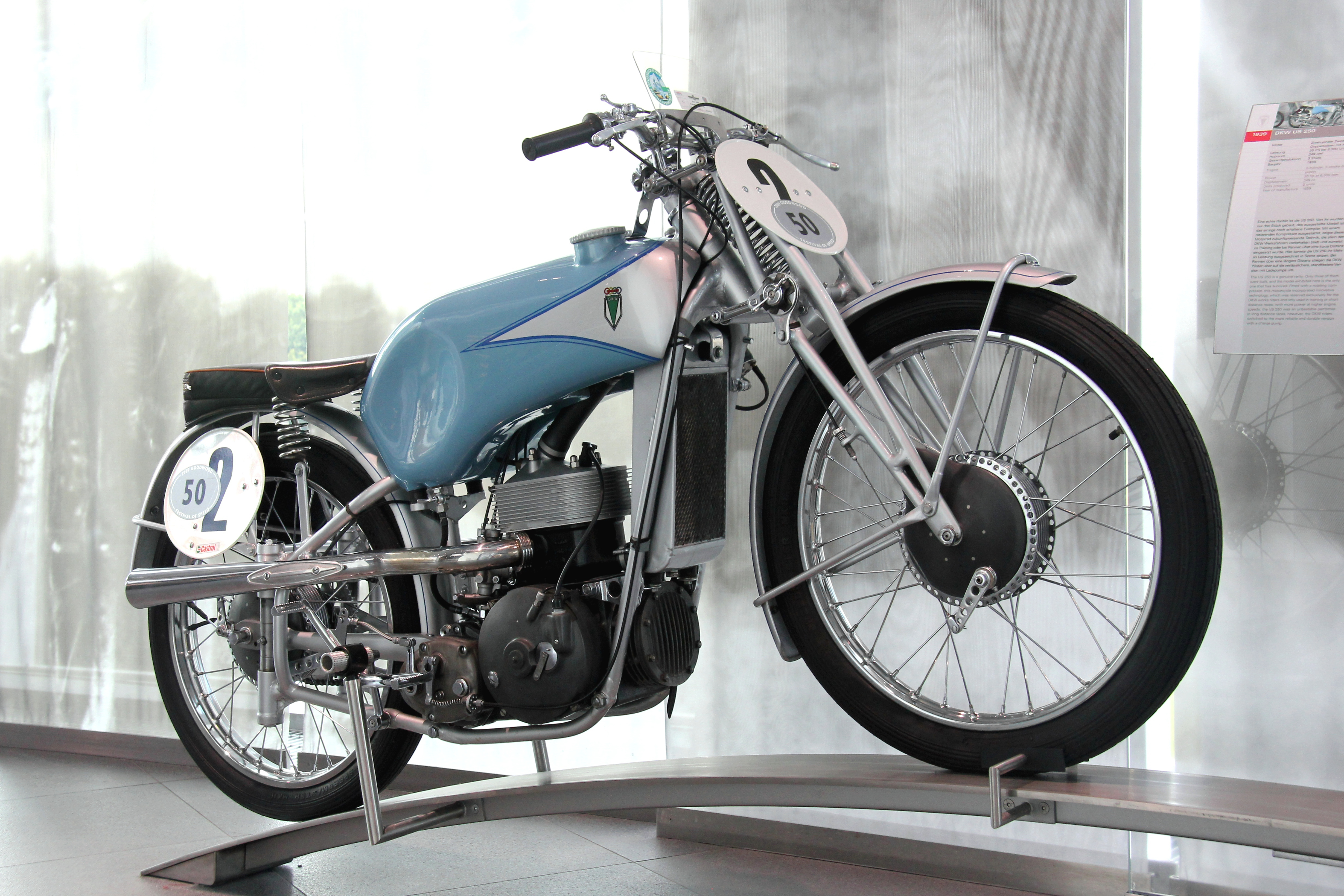
DKW SS 250

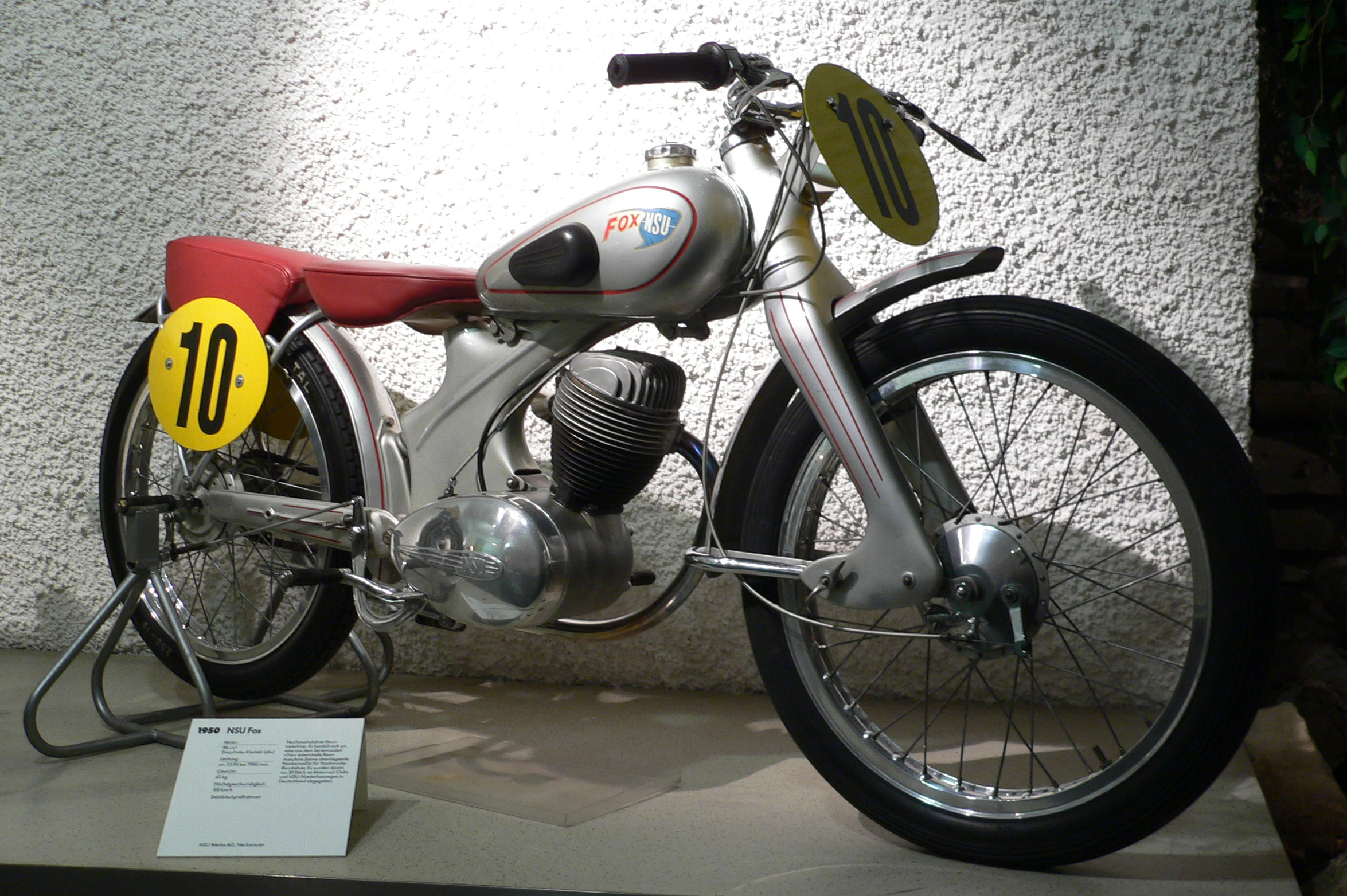
NSU Sportfox

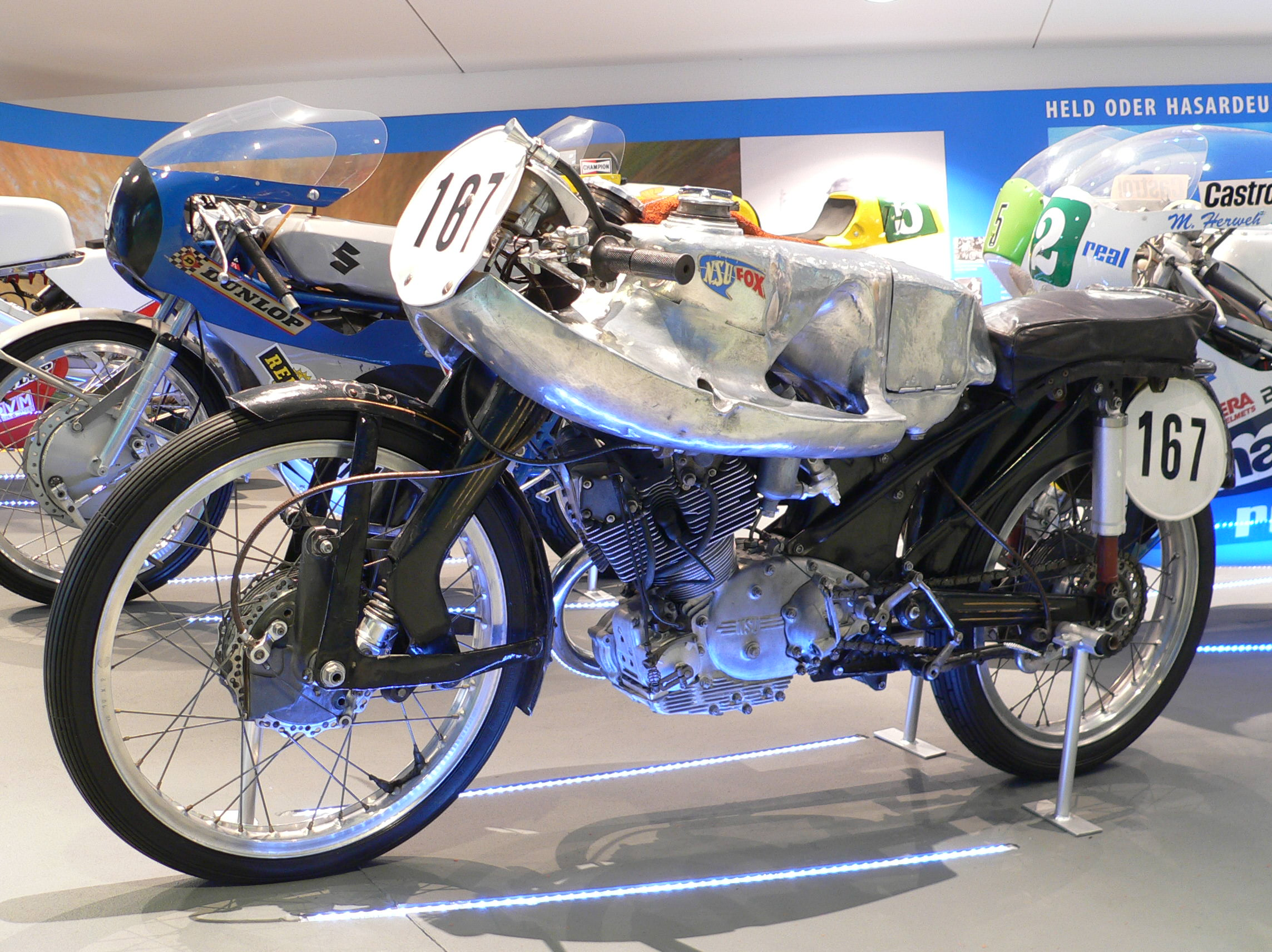
NSU Rennfox

Otto Daiker was de zoon van een veehandelaar, maar na zijn schooltijd ging hij in de leer als monteur. Die opleiding moest hij onderbreken door het faillissement van zijn leerbedrijf. Hij kreeg hulp van de toenmalige "Obermeister der Mechanikerinnung" in Hechingen, Christian Burkhardt, waardoor hij zijn studie kon afmaken. Christian Burkhardt racete al sinds 1926 races met Wanderers en Nortons en was de vader van Horst, ook een liefhebber van races met solomotoren, maar later zeer succesvol als bakkenist van zijspancoureur Fritz Scheidegger. 

## Racecarrière
In de eerste helft van de jaren dertig begon Otto Daiker te racen met een Rudge. In 1935 werd hij derde in de Schauinsland-Bergrennen in Freiburg im Breisgau. In 1938 kocht hij een DKW waarmee hij de "Dreifaltigkeitsrennen" in Wachenburg won. Hij stond toen al in de interesse van het fabrieksteam van DKW, maar het uitbreken van de Tweede Wereldoorlog zorgde voor een onderbreking van zijn carrière. Na de oorlog scoorde Daiker een groot aantal overwinningen en podiumplaatsen en hij werd in 1949 met een DKW SS 250 met compressor derde in de 250cc-klasse van het kampioenschap van Duitsland.
1951
In 1951 kregen Otto Daiker en Heiner Dietrich fabrieksmateriaal van NSU, maar ze moesten het nog doen met de NSU Sportfox, feitelijk een productieracer, want de Rennfox-fabrieksracer kwam pas in 1952. Daiker werd in het Duitse 125cc-kampioenschap tweede achter Hermann Paul Müller (Mondial) en Dietrich werd derde. 
1952
In 1952 werd Otto Daiker Duits 125cc-kampioen met de NSU Rennfox voor Hermann Paul Müller. Hij was toen al 41 jaar oud. 
1953
Nadat NSU in het wereldkampioenschap van 1952 al aan enkele races had deelgenomen met Werner Haas, zette men in het seizoen 1953 een groter team in met Haas, Daiker, Wolfgang Brand, Reg Armstrong, Rupert Hollaus en Walter Reichert. Haas werd wereldkampioen in twee klassen. Otto Daiker scoorde twee podiumplaatsen tijdens de Duitse Grand Prix. Hij werd achter Haas ook tweede in het Duitse 125cc-kampioenschap en vierde in de 250cc-klasse.
Otto Daiker was inmiddels 42 jaar oud en aan het einde van het seizoen 1953 beëindigde hij zijn racecarrière. Hij vervulde tot aan zijn overlijden in 1968 een aantal functies bij Aral AG. 

## Wereldkampioenschap wegrace resultaten
| Jaar | Klasse | Team | Motorfiets  | 1     | 2     | 3 | 4     | 5 | 6     | 7     | 8     | 9       | Punten | Plaats | Overwinningen |
| ---- | ------ | ---- | ----------- | ----- | ----- | - | ----- | - | ----- | ----- | ----- | ------- | ------ | ------ | ------------- |
| 1953 | 125 cc | NSU  | NSU Rennfox | IOM - | NED - |   | DUI 3 |   | ULS 4 |       | NAT - | SPA DNF | 7      | 6e     | 0             |
| 1953 | 250 cc | NSU  | NSU Rennmax | IOM - | NED - |   | DUI 3 |   | ULS 5 | ZWI 5 | NAT - | SPA -   | 6      | 9e     | 0             |